# 정화암
정화암(鄭華岩, 1896년 9월 14일 전라북도 김제군 ~ 1981년 10월 21일)은 대한민국의 독립운동가이며 정치인이다. 일제강점기에는 독립운동가로 활동하였고 무정부주의자로도 활동하였으며, 1945년 8·15 광복 뒤에는 야당 정치인으로 활동하였다. 본명은 정현섭(鄭賢燮). 자는 윤옥(允玉), 호는 화암(華岩)이다.

## 생애

### 독립운동
전라북도 김제군에서 출생하여 1919년 3·1 운동에 참가하면서 항일 운동에 뛰어들었다. 만세 시위에 참여한 뒤 1920년에는 미국 의회 사절단이 조선을 방문했을 때 이들에게 조선인의 독립 의지를 알리는 활동을 계획했다. 이때문에 경찰의 추격을 받게 되어 1921년에 중국 베이징으로 망명하였다.
1924년부터 상하이 대한민국 임시정부의 이회영, 신채호, 박열, 신성모 등 아나키즘 독립운동가들과 만나 함께 활동하였다. 이들과 같이 조선무정부주의자연맹 설립에 관여했다. 이때부터 무력을 사용한 독립 운동에 뜻을 두면서, 폭탄제조 기술을 습득하고 군자금 확보를 기도했다. 이무렵 중국의 혁명운동가인 리스쳉(李石曾)·우중후이(吳鍾暉) 등과 제휴하여 동방자유혁명자연맹(東方自由革命者聯盟)을 조직하였다.
1928년에는 대한민국 임시정부계열이며 안중근의 동생인 안공근 등과 함께 재중국조선무정부의자연맹을 결성하여 동방무정부주의자연맹에 가맹하고 기관지 《탈환》을 발행했다. 상하이를 거점으로 무정부주의 운동을 계속하면서 1930년 유자명과 함께 남화한인청년연맹을 조직하기도 했다. 재중국무정부주의자 유기석(柳基石)을 만나 유자명(柳子明)·장도선(張道善)·정해리(鄭海理) 등과 중국인 무정부주의자와 연대하여 함께 활동하며 공동 무력 투쟁을 시도했다.
1931년 1월 원심창(元心昌)이 상해로 건너와 정화암과 합류하자 조직을 강화하고 상해 일대에서 친일파 및 전향자 등을 사살하였다. 1933년 3월 이강훈(李康勳)·원심창·백정기(白貞基)·유기문(柳基文)·이용준(李容俊)·진수방(陳樹芳)·전화민(田華民) 등과 함께 청년들을 모아 상해해방연맹(上海解放聯盟)을 결성하였다.
1933년 3월 중순 일본 주중(駐中) 상해공사 아리요시 아키라(有吉明)가 중국 유력자를 육삼정(六三亭)에 초청해 연회를 연다는 정보를 입수하고, 일본 공사를 사살하려고 계획했으나 밀정의 고발로 거사 직전에 검거되었다. 1936년에는 국내 호서은행(湖西銀行)에서 5만 7000원을 탈취하여 기관지 ≪남화통신 南華通信≫을 창간, 발행기금으로 활용하였고 남화통신을 통해 독립사상을 고취하였다.
이후 대한민국 임시정부를 지원하고 1940년부터는 상하이에서 광복군의 현지 책임자로 활동하였다. 태평양 전쟁 중에 포로수용소의 소재지를 정탐하여 미국 공군에 보고하는 정보 활동을 벌였다. 일본군으로 강제 징집된 조선인 학도병의 탈출 공작도 진행하고 탈출 학도병을 임시정부로 보내는 데 후원하였다.

### 해방 후
1945년 광복 이후 1946년 상하이[上海] 한인인성학교(韓人仁成學校) 이사장, 상하이교민단 이사 등을 역임하였다.
그 후 귀국하여 1958년 민권수호연맹 지도위원, 1959년 사회대중당 지도위원, 통사당(統社黨) 최고위원을 역임하고, 1960년 7·29 총선거에 출마하였다. 1960년 7월 7·29 총선거에서 정화암은 곽상훈으로부터 사상공세를 당하였다. 곽상훈은 전라북도 김제군갑구에 출마한 조한백을 지원하는 연설을 했다. 이때 곽상훈은 상대방 후보인 정화암을 사상으로 공격하였다. "정화암은 무정부주의자입니다. 공산주의의 사촌쯤인 무정부주의자에게 이나라 정치를 어떻게 맡기겠습니까" 라고 비판했다. 그러자 정화암은 '나는 곽상훈 씨를 위대한 정치가인 줄로 여겨왔다. 그런데 그 위대한 정치가가 무정부주의는 공산주의의 사촌쯤 된다고 말했다니 그 동안의 이나라의 정치작태를 가히 짐작할 만하다. 무정부주의와 공산주의도 구별 못하는 사람이 위대한 정치가로 대접받아 왔으니 참으로 한심하다. 그런 소리는 이불 속에서 자기 마누라하고나 하시오. 유권자 앞에서 그런 소리를 하면 곽상훈이라도 꽤 무식한 사람이구나 하는 말을 들을 뿐입니다.'라고 반박하였다. 그러나 선거 결과는 17,784표를 얻어 26,281표를 얻은 민주당 후보 조한백에게 2위로 석패하였다.
1961년 통일사회당 정치위원회 위원에 추대되었고, 5·16 군사 쿠데타로 붙잡혀 6개월간 옥살이를 하고 풀려났다. 1969년 3선개헌 반대하여 삼선개헌반대범국민투쟁위원회 고문으로 참여하였다.1973년 통일당 최고위원, 1974년 동(同)당 상임고문에 추대되었다.
1974년 민주화회복 국민선언에 참여하였다. 1981년 10월 21일 85세로 사망하였다.
1983년에 대한민국 국가보훈처에서 건국훈장 독립장이 추서되었다.
저서로 《이 조국 어디로 갈 것인가 : 나의 회고록》, 《어느 아나키스트의 몸으로 쓴 근세사》가 있다.

## 정화암을 연기한 배우들
- 홍일권 《자유인 이회영》2010년 KBS 드라마

## 같이 보기
- 김구
- 박열
- 신채호
- 신성모
- 유림
- 김성숙
- 원세훈
- 장건상
- 이회영
- 곽상훈
- 통일사회당

## 참고 자료
- 정화암 : 독립유공자 공훈록 - 국가보훈처